# François Lafortune (ur. 1896)
François Jacques Florentin Lafortune (ur. 10 stycznia 1896 w Leuven, zm. ?) – belgijski strzelec, pięciokrotny olimpijczyk, mistrz świata.

## Kariera
Uczestnik 5 edycji igrzysk olimpijskich (IO 1924, IO 1936, IO 1948, IO 1952, IO 1960), na których wystartował w 11 konkurencjach. Najwyższe pozycje zajął podczas pierwszych igrzysk – uplasował się na 11. miejscu w drużynowym strzelaniu z karabinu dowolnego i 19. pozycję w karabinie dowolnym leżąc z 600 m. Był najstarszym belgijskim sportowcem podczas igrzysk w 1952 i 1960 roku. Jest także prawdopodobnie najstarszym belgijskim sportowcem w całej historii igrzysk olimpijskich (w Rzymie miał ukończone 64 lata i 243 dni).
Lafortune zdobył 4 medale na mistrzostwach świata. Jedyne złoto wywalczył podczas turnieju w 1924 roku, gdy został mistrzem w karabinie wojskowym stojąc z 300 m. W 1930 roku zdobył srebro w drużynowym strzelaniu z karabinu małokalibrowego stojąc z 50 m (skład zespołu: Marcel Gheyssens, Marcel Lafortune, François Lafortune, Paul Sylva, Paul Van Asbroeck) i brąz w karabinie wojskowym klęcząc z 300 m, przegrywając wyłącznie z Karlem Zimmermannem i Wilhelmem Schnyderem. Ostatnie podium zdobył w roku 1958, gdy zajął 3. miejsce w karabinie małokalibrowym klęcząc z 50 m – pokonali go Vilho Ylönen i Marat Nijazow.
Jego brat Marcel i syn Frans także byli strzelcami (wszyscy wystartowali razem na igrzyskach w 1960 roku). Brat Hubert był gimnastykiem.

## Wyniki

### Igrzyska olimpijskie
| Igrzyska      | Konkurencja                               | Wynik                            | Miejsce | Źródło |
| ------------- | ----------------------------------------- | -------------------------------- | ------- | ------ |
| Paryż 1924    | Karabin dowolny leżąc, 600 m              | 83 pkt.                          | 19      | [ 1 ]  |
| Paryż 1924    | Karabin dowolny, drużynowo                | 550 pkt. (druż.) 117 pkt. (ind.) | 11      | [ 2 ]  |
| Paryż 1924    | Pistolet szybkostrzelny, 25 m             | 13 pkt.                          | 42      | [ 7 ]  |
| Berlin 1936   | Karabin małokalibrowy leżąc, 50 m         | 289 pkt.                         | 40      | [ 8 ]  |
| Berlin 1936   | Pistolet dowolny, 50 m                    | 495 pkt. (75-78-90-89-84-79)     | 39      | [ 9 ]  |
| Berlin 1936   | Pistolet szybkostrzelny, 25 m             | NO                               | NO      | [ 10 ] |
| Londyn 1948   | Karabin małokalibrowy leżąc, 50 m         | 591 pkt. (97–99–99–100–98–98)    | 23      | [ 11 ] |
| Helsinki 1952 | Karabin małokalibrowy, trzy postawy, 50 m | 1131 pkt. (387–376–368)          | 24      | [ 12 ] |
| Helsinki 1952 | Karabin małokalibrowy leżąc, 50 m         | 387 pkt. (96–97–98–96)           | 44      | [ 13 ] |
| Rzym 1960     | Karabin małokalibrowy, trzy postawy, 50 m | 1108 pkt. (386–375–347)          | 31      | [ 14 ] |
| Rzym 1960     | Karabin małokalibrowy leżąc, 50 m         | 555 pkt. (90–94–94–95–93–89)     | 54      | [ 15 ] |

### Medale mistrzostw świata
Opracowano na podstawie materiałów źródłowych:
| Mistrzostwa    | Konkurencja                                   | Wynik             | Miejsce |
| -------------- | --------------------------------------------- | ----------------- | ------- |
| Reims 1924     | Karabin wojskowy stojąc, 300 m                | 162 pkt.          |         |
| Antwerpia 1930 | Karabin wojskowy klęcząc, 300 m               | 156 pkt.          |         |
| Antwerpia 1930 | Karabin małokalibrowy stojąc, 50 m, drużynowo | 1794 pkt. (druż.) |         |
| Moskwa 1958    | Karabin małokalibrowy klęcząc, 50 m           | 389 pkt.          |         |